# カサブランカ
カサブランカ（Casablanca、アラビア語: الدار البيضاء; ad-dār al-bayḍāʼ）は、モロッコ王国最大の都市。「カサブランカ」はスペイン語で「白い家」という意味があり、アラビア語名のダール・アル＝バイダーも同じ意味である。モロッコの商業・金融の中心地で、2019年に発表されたグローバル都市指標では世界第94位、2022年に発表された世界金融センター指数では世界第54位の都市と評価されるなど、アフリカ有数の世界都市でもある。港湾も経済を支える重要な要素で、リン鉱石が最大の輸出品。漁業・魚缶詰も盛んである。

## 概要
モロッコの首都ラバトの南西約90キロメートルに位置し、北は大西洋に面する。人口は415万人（2013年）でモロッコ最大。モロッコの商業・金融の中心地であると共に観光地でもあり、多くの人々が訪れる。

## 歴史

### 起源
紀元前10世紀にベルベル人がアンファという地域に定住したのが、カサブランカの始まりだといわれている。紀元前7世紀頃にフェニキア人、紀元前5世紀頃にはローマ人と交易が行われていた。
7世紀、アンファを中心とした独立国家が形成されたが、1188年にイスラムのムワッヒド朝に支配を受けることとなる。14世紀にはマリーン朝によって大規模なイスラムへの改宗が行われた。またその頃、港湾が大きく発達した。15世紀になってアンファは再び独立を果たした。アンファの港を拠点とする海賊船がポルトガルやスペインを襲い、1468年にそれに怒ったポルトガル人によって焼き払われてしまった。

### カサブランカ
1515年に、ポルトガル人によって町の再建が行われ、町を"Casablanca"と名付けた。白い家という意味である。しかし、1755年に起こったリスボン大地震によってカサブランカも甚大な被害を受け、ポルトガル人はカサブランカを去った。
カサブランカはアラウィー朝モロッコに統合され、1770年からムハンマド3世によって町の再建工事が行われ、町は要塞化された。18世紀からはスペインと、19世紀に入るとそれに目を付けたヨーロッパの列強諸国との間で交易が始まり、主にウールの積出港として発展した。人口も急激に増大し、1830年に600人だった人口は、1868年に8,000人にまで成長した。

### フランス領へ

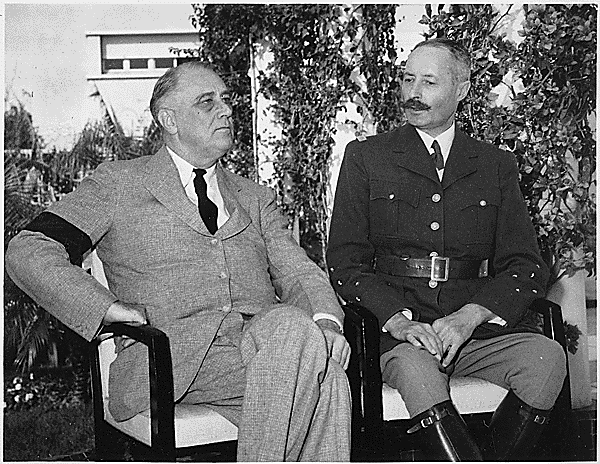
フランスのアンリ・ジロー将軍（右）とアメリカのフランクリン・ルーズベルト大統領。

しかし、ヨーロッパ列強に対する住民の不満は募っていた。1907年に港湾工事を行っていたヨーロッパ人労働者を住民が殺害したのを機に、暴動に発展。フランス、スペインが軍艦を派遣し、カサブランカを砲撃、フランス軍はカサブランカを占領した。1912年、モロッコはフランスと保護領条約を締結し、カサブランカはフランスの保護領となった。
フランス保護領モロッコの初代総督に就いたウベール・リヨーテ将軍がカサブランカを商業の中心として整備した。第二次世界大戦中はドイツ軍によってフランスが占領されたために、戦争当初は親独のヴィシー政権の支配下にあったが、連合国軍の北アフリカ侵攻によって連合国軍に占領され、自由フランスに復帰した。1943年にはカサブランカ会談が開かれた。

### 独立後
第二次世界大戦後の1956年にモロッコがフランスから独立し、フランスはカサブランカから撤退した。その後カサブランカはモロッコ最大の都市として繁栄し、世界各国から観光客が訪れ、モロッコの経済の中心地の地位を占めている。

## 交通

### 鉄道
カサブランカには2つの大きな駅があり、その2つの駅は鉄道で結ばれている。
- カサ・ポール駅
旧市街地の近くにある。ケニトラ、ラバト方面の大動脈を走る近距離列車が発着する。
- カサ・ヴォヤジャー駅
ラバトを始め、南部のマラケシュ、北部のフェズなど、国内各地を結ぶ。2018年には、北アフリカ最初の高速鉄道として、フランスのTGVを土台にしたタンジェ＝カサブランカ高速鉄道が開通している[3]

また、2012年には市内を走る路面電車（カサブランカ市電）が開通している。

### 空港
ムハンマド5世国際空港が郊外にあり、ロイヤル・エア・モロッコのハブ空港として機能している。カサブランカ中心部へは鉄道で結ばれている。日本との直行便はないので、ヨーロッパなどの空港で乗継が必要となる。

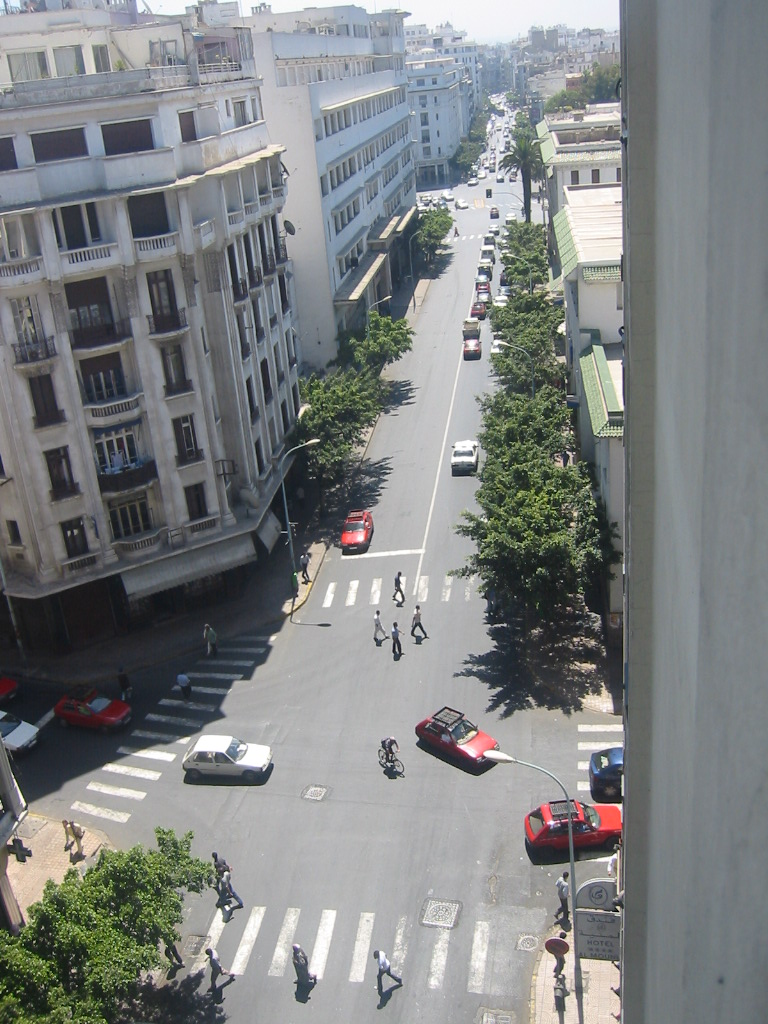
中心部のパリ大通り

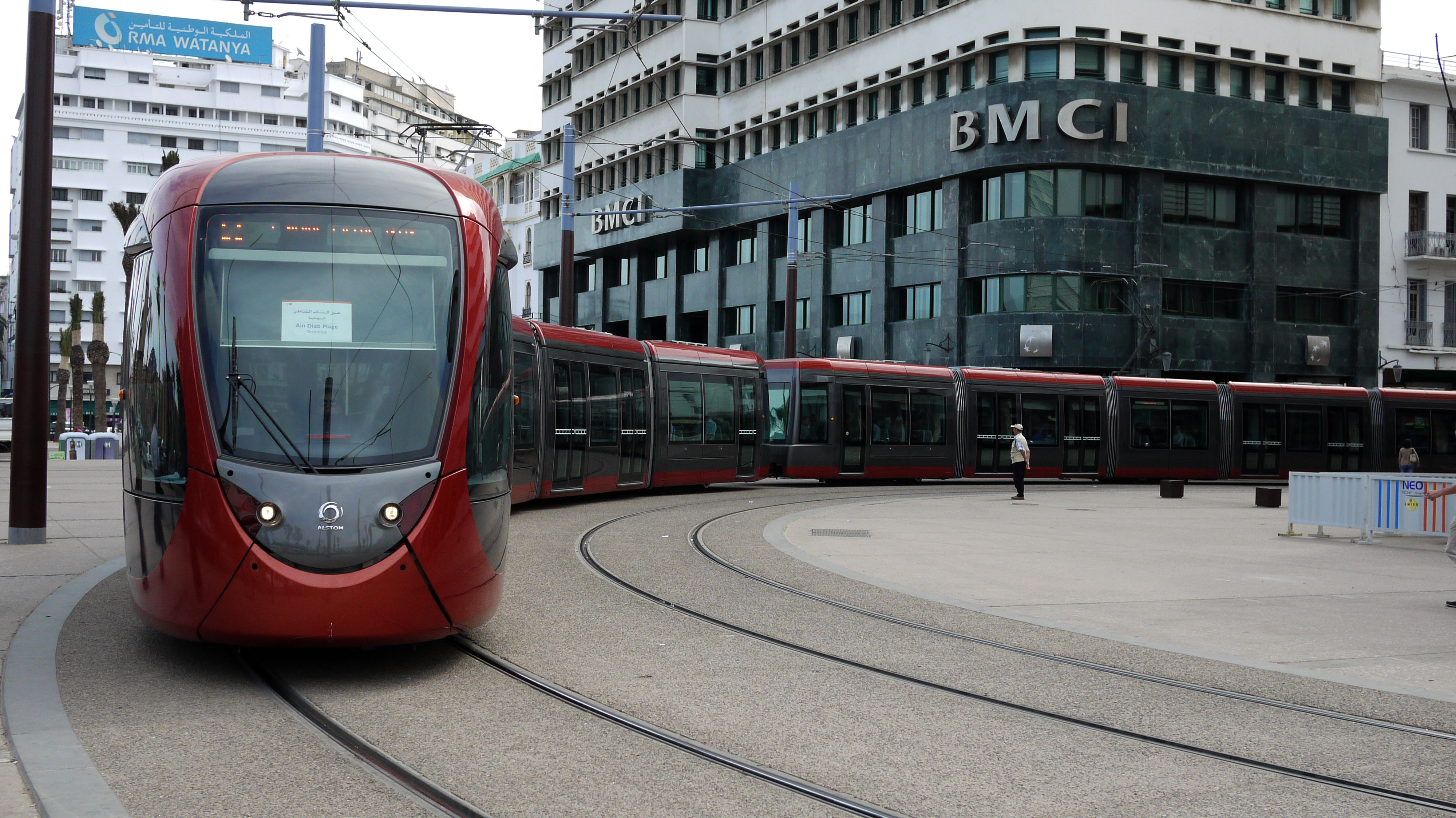
市電

## 観光

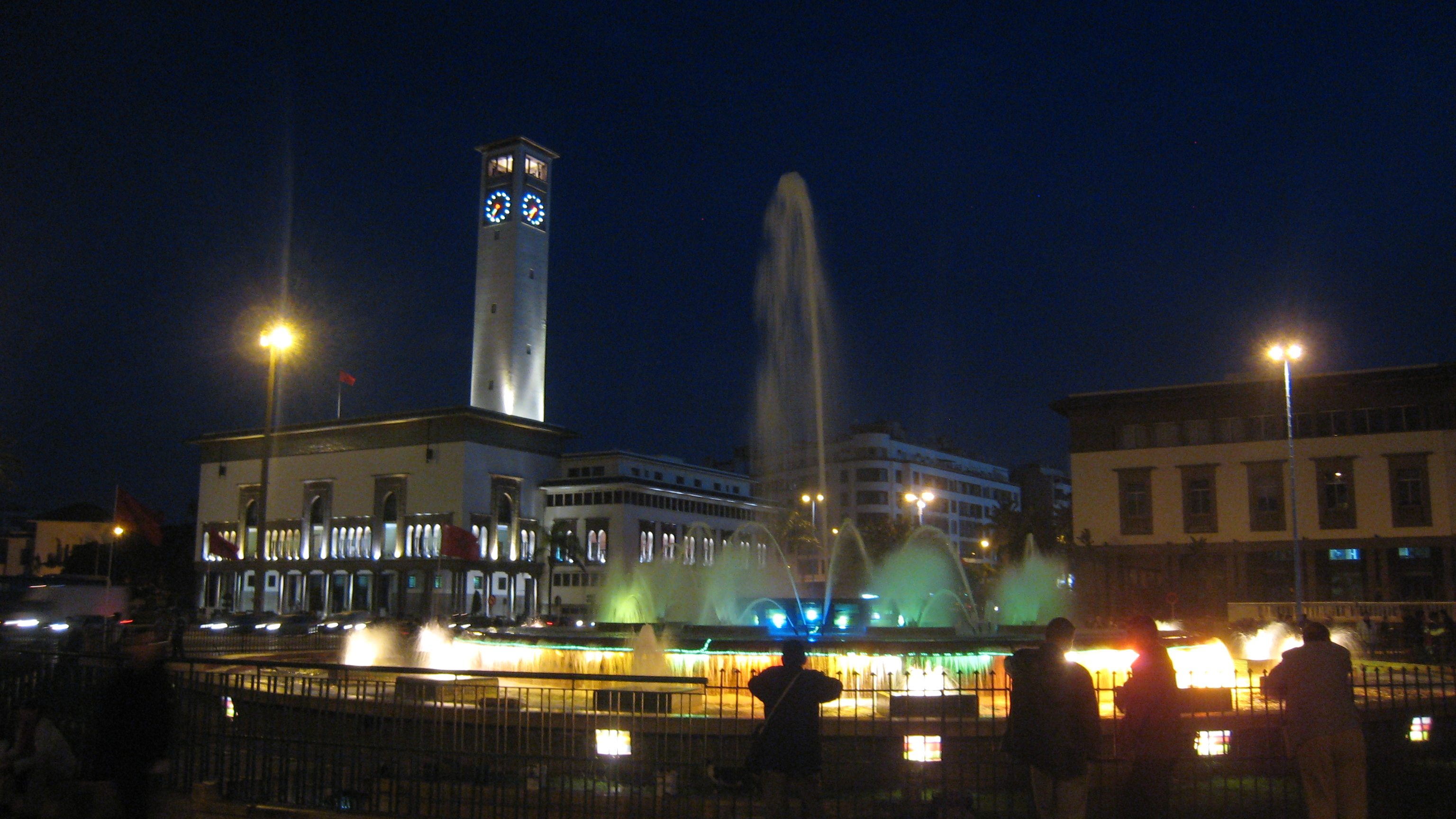
ムハンマド5世広場

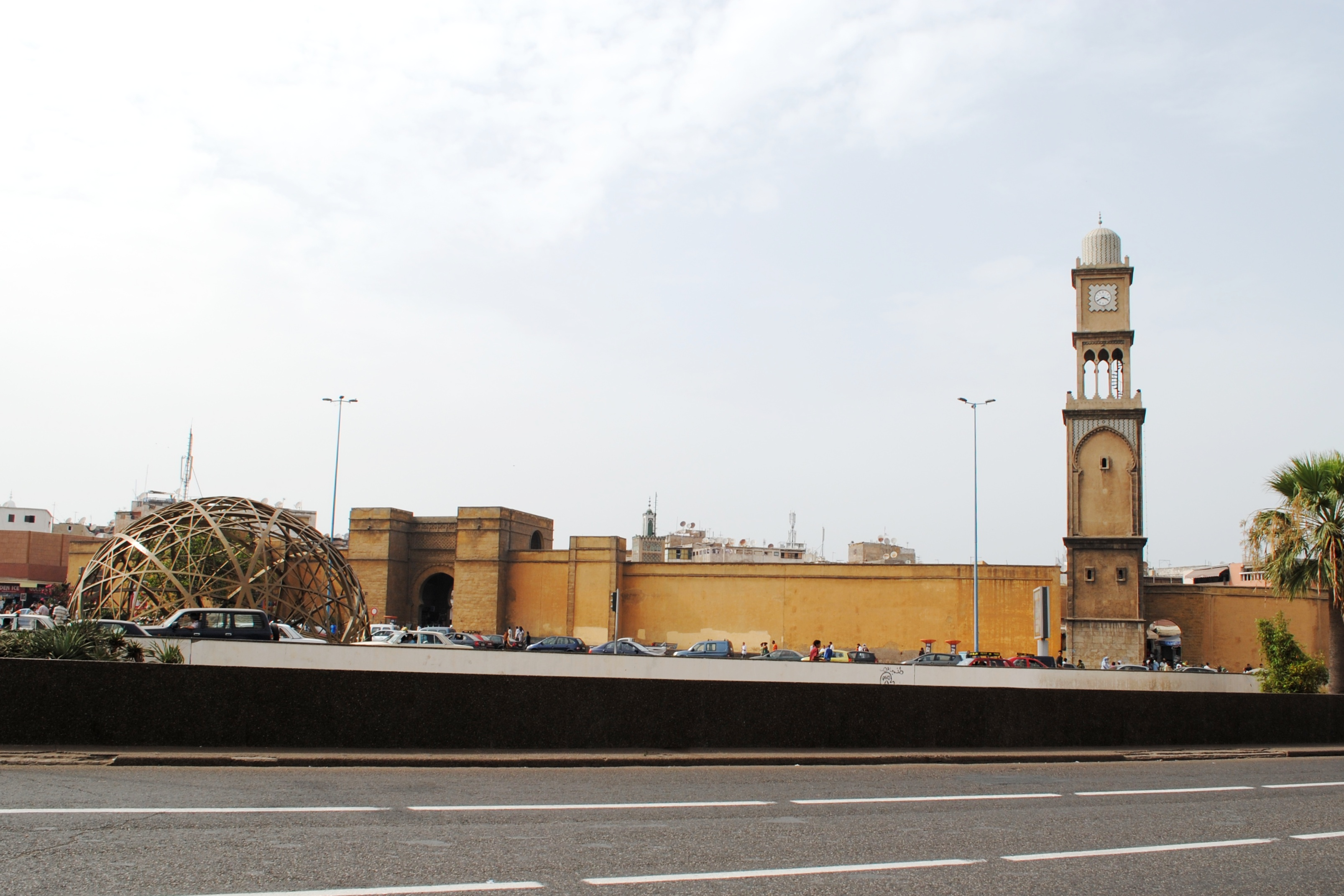
旧市街入口

- ハサン2世モスク
- メディナ　旧市街
- ムハンマドⅤ世広場
- カサブランカ大聖堂（英語版）
- モロッコモール

## 気候
| カサブランカの気候          | カサブランカの気候 | カサブランカの気候 | カサブランカの気候 | カサブランカの気候 | カサブランカの気候 | カサブランカの気候 | カサブランカの気候 | カサブランカの気候 | カサブランカの気候 | カサブランカの気候 | カサブランカの気候 | カサブランカの気候 | カサブランカの気候 |
| 月                          | 1月                | 2月                | 3月                | 4月                | 5月                | 6月                | 7月                | 8月                | 9月                | 10月               | 11月               | 12月               | 年                 |
| --------------------------- | ------------------ | ------------------ | ------------------ | ------------------ | ------------------ | ------------------ | ------------------ | ------------------ | ------------------ | ------------------ | ------------------ | ------------------ | ------------------ |
| 平均最高気温 °C （°F）      | 17.1 (62.8)        | 17.9 (64.2)        | 19.2 (66.6)        | 20.5 (68.9)        | 22.2 (72)          | 24.0 (75.2)        | 25.9 (78.6)        | 26.3 (79.3)        | 25.5 (77.9)        | 23.7 (74.7)        | 20.6 (69.1)        | 18.3 (64.9)        | 21.77 (71.18)      |
| 平均最低気温 °C （°F）      | 8.4 (47.1)         | 9.1 (48.4)         | 10.0 (50)          | 11.8 (53.2)        | 14.2 (57.6)        | 17.4 (63.3)        | 19.5 (67.1)        | 20.1 (68.2)        | 18.2 (64.8)        | 15.2 (59.4)        | 12.0 (53.6)        | 9.5 (49.1)         | 13.78 (56.82)      |
| 雨量 mm （inch）            | 62.2 (2.449)       | 59.0 (2.323)       | 50.7 (1.996)       | 40.2 (1.583)       | 18.8 (0.74)        | 5.8 (0.228)        | 0.7 (0.028)        | 0.4 (0.016)        | 4.9 (0.193)        | 31.1 (1.224)       | 75.1 (2.957)       | 77.7 (3.059)       | 426.6 (16.796)     |
| 平均降雨日数                | 9.8                | 9.3                | 9.1                | 8.7                | 5.4                | 2.6                | 0.4                | 0.4                | 2.1                | 6.2                | 9.7                | 10.2               | 73.9               |
| 平均月間日照時間            | 189.1              | 189.2              | 241.8              | 261.0              | 294.5              | 285.0              | 303.8              | 294.5              | 258.0              | 235.6              | 192.0              | 182.9              | 2,927.4            |
| 出典：Hong Kong Observatory |                    |                    |                    |                    |                    |                    |                    |                    |                    |                    |                    |                    |                    |

## スポーツ
- 1958年にアイン・ディアブ・サーキットにてF1モロッコグランプリが開催された。
- サッカーが盛んで、CAFチャンピオンズリーグなどのタイトルを獲得しているラジャ・カサブランカとウィダド・カサブランカが本拠を置いている。

## カサブランカ出身の人物
- ガッド・エルマレ - 俳優
- サミュエル・ハディダ - 映画プロデューサー
- ジャン・レノ - 俳優
- セルジュ・アロシュ - 物理学者、ノーベル物理学賞受賞
- ナワル・エル・ムータワキル - 元陸上選手
- ヌールディン・ナイベト - サッカー選手
- フランク・ステファンソン - 自動車デザイナー
- フレンチ・モンタナ - ラッパー
- モーリス・オアナ - 作曲家
- ユネス・ベランダ - サッカー選手
- ラルビ・ベンバレク - サッカー選手
- リシャール・ヴィランク - サイクリスト

## 姉妹都市
- ダカール、セネガル
- シカゴ、アメリカ合衆国
- 上海、中華人民共和国
- パリ、フランス
- ニューヨーク、アメリカ合衆国
- ボルドー、フランス
- ジッダ、サウジアラビア